# Fiambalá
Fiambalá est une ville d'Argentine située à l'ouest de la province de Catamarca, dans le département de Tinogasta.